# 碘化镝
碘化镝是一种镝的碘化物，化学式为DyI3。

## 制备
碘化镝可由氧化镝和氢碘酸反应，结晶出水合物。水合物和碘化铵加热，得到无水物。
Dy2O3 + 6 HI → 2 DyI3 + 3 H2O